# Lakaienschäferei
Die Lakaienschäferei in Neunkirchen (Saar) ist ein ehemaliger Wohnplatz, der heute mehrere Freizeiteinrichtungen beherbergt. Unter anderem befindet sich dort das Kombibad „Die Lakai“, das nach dem Platz benannt wurde.

## Lage
Das Gelände liegt in einer Senke nahe dem Kasbruchtal an der Limbacher Straße zwischen Neunkirchen und seinem Stadtteil Furpach. Die Autobahn A8 durchquert das Gebiet. Es wird „im Osten von der Landstraße nach Furpach, im Norden von der BAB 8, im Westen von der Kirkeler Straße und im Süden vom Kirkeler Wald“ begrenzt.

## Geschichte
Die Geschichte des Gebietes lässt sich bis ins 16. Jahrhundert zurückverfolgen. Jedoch müssen sich dort schon früher Siedlungen befunden haben, denn 1935 wurde dort ein Mahlstein aus der Jungsteinzeit gefunden. Auf einer Karte von Tilemann Stella war das Gebiet bereits 1564 eingetragen, wenn auch noch namenlos. Durch das Aufschütten diverser Dämme, um den Weg von Neunkirchen in Richtung Forbacher Hof (heute: Furpach) begeh- und befahrbar zu machen, entstand an dieser Stelle ein Weiher. Frühestens ab 1585 wurde er „Laquayenweiher“ getauft, denn er diente der Versorgung der Bediensteten im fürstlichen Renaissanceschloss am Oberen Markt.
Nach 1740 wurde eine Schäferei errichtet. Diese trug zunächst den Namen „Schäferei bei dem Laquaienweiher“, die der Einfachheit halber später zur „Laquayenschäferei“ verkürzt wurde und dem Gelände seinen heutigen Namen gibt. Die Schäferei wurde 1793 von französischen Revolutionstruppen geplündert. Unter Napoleon Bonaparte wurde das Gebiet verkauft. So kam der Saarbrücker Kaufmann Johann Caspar Karcher an das Gelände, das bis zum Jahr 1904 in Familienbesitz blieb. Das Gebäude wurde vermutlich als Wohnhaus genutzt. 1849 wurden bei einer Statistikerhebung drei katholische Bewohner erwähnt. 1904 wurde das Gelände von der Stadt Neunkirchen aufgekauft und verpachtet. 1911 wollte der Fußballverein Borussia Neunkirchen dort einen Fußballplatz errichten, jedoch kam es nicht dazu, weil der Verein sein ursprüngliches Gelände am Friedrichspark zum Stadion umbauen durfte. Das Gelände wurde weiter verpachtet, jedoch ließ sich das Gelände kaum ertragreich nutzen.
Ab 1925 entstanden Pläne das Gelände sportlich zu nutzen. Ein Stadion mit Sportplatz wurde ab 1927/28 eingerichtet und in den 1930er Jahren wurde das Freibad Volkssonnengarten mit Camping-Platz eingerichtet, das dem Verein für naturgemäße Lebens- und Heilweise (Prießnitz-Verein) gehörte. Das Gelände wurde im Dritten Reich zweckentfremdet und diente der Hitler-Jugend als Bannführerschule. Diese wollten auch das alte Schäferei-Gebäude neu nutzen. Dort sollte eine Kommandantur erstellt werden. Doch das Gebäude befand sich in einem zu schlechten baulichen Zustand. Die HJ verwendete das Gelände unter anderem auch als Zeltlager und errichtete Bunker in der Umgebung. Auch zur Hundeausbildung wurde das Gelände genutzt. Im Zweiten Weltkrieg wurde das Gelände zerbombt. Viele Bombentrichter befanden sich auf dem Gelände, die Gebäude blieben jedoch weitestgehend intakt.

## Heutige Nutzung
Nach dem Zweiten Weltkrieg fiel das Prießnitz-Bad an den Verein zurück. Der Verein, der wesentlich beeinflusst wurde durch die Lehren von Emanuel Felke, Sebastian Kneipp sowie dem namensgebenden Vincenz Prießnitz, betrieb ab 1948 das Bad weiter. Der Betrieb musste 2011 eingestellt werden. 1968 wurde ein Campingplatz eingerichtet, der überwiegend von Dauercampern genutzt wird. Auf Grund finanzieller Schwierigkeiten des Hauptvereins wurde der Hockey- und Tennisclub Neunkirchen e.V. rechtlich selbstständig.
Das alte Schäferhaus diente nach dem Krieg der Unterbringung von Sportlern, Gastarbeitern, Waldarbeitern und Asylbewerbern. Seit 2007 betreibt die International Police Association dort ein Gästehaus.
Am 6. Juni 1959 wurde ein Hockey-Platz des VfB Borussia Neunkirchen eingerichtet. Vier Jahre später folgte ein Vereinsheim. 1979 und 1980 kamen ein zweiter Hockeyplatz und Tennisplätze hinzu.
Im Mai 2009 eröffnete das Neunkircher Kombibad Die Lakai auf dem Gelände. Das Sportbad verfügt über je ein Schwimmer und ein Nichtschwimmerbecken im Innen- und Außenbereich und ein Planschbecken. Im Gebäude ist ein Wellnessbereich mit Sauna untergebracht.
Das Gelände wird außerdem noch von den Nerother Wandervögeln, dem Hundesportverein SV OG NK-Furpach und dem Verein für Ausdauersport (VfA) genutzt.
Seit 2011 befindet sich an der Stelle des alten Lakaienweihers ein Regenrückhaltebecken, welches das Schmutzwasser von der Autobahn abfängt.